# Савско језеро
Савско језеро је микроакумулација која се налази унутар урбане целине града Београда код Аде Циганлије. Од центра Београда је удаљено 4 км. Територијално припада централној београдској општини Чукарица.

## Формирање језера
Савско језеро представља некадашњи десни рукавац реке Саве код Аде Циганлије. Формирање Савског језера је започето 1957. године, након што је Народни Одбор града Београда формирао Дирекцију за изградњу Рекреативног центра Ада Циганлија. Радови на уређивању аде и њеном преграђивању су завршени 1967.године изградњом насипа са горње и доње стране рукавца чиме је формирано Савско језеро. Највећи допринос изградњи насипа, крчењу растиња, нивелацији и уређењу острва су дале омладинске радне бригаде, које су на уређењу аде и формирању насипа радиле више од 10 година. Финални изглед Савско језеро добија 1978. године када је изграђена превлака на горњем насипу, чиме је Ада Циганлија постала полуострво.
Синоним за Савско језеро у промотивним кампањама је „Београдско море“, „море Београда“ и „Језеро Ада Циганлија“.

## Морфолошке и хидролошке одлике
Језеро је благо повијеног лучног облика, заузима површину од око 0,9 км2, просечна дубина је око 3 м, а запремина микроакумулације износи 4.000.000 м³. Просечна ширина језера је око 250 м, док је дужина језера 4,4 км. Језеро је физички подељено на два дела, у јужном делу се налази таложник (преко којег се језеро снабдева водом) површине 181 000 m², док на спортско-рекреативни део језера отпада 785 000 м². Дно Савског језера је веома разнолико, приобални делови језера су шљунковити док је у осталом делу оно муљевито-песковито и муљевито-глиновитог карактера. Према конзистенцији, дно језера варира од растреситог до чврстог.
Температура воде је углавном уједначена, максимална разлика температуре на површини језера и при дну износи око 1,4 (°C). Током летњих месеци температура воде досеже 27(°C), што је чини веома погодном за купање. Током зимских месеци, језеро је често залеђено током дужег временског периода, лед може досећи дебљину и до 30 cm. Провидност воде варира од 0,8 м током сезоне купања, до 4,7 м током пролећних месеци. Вода језера је базне реакције ( 8,2 - 8,72)

## Биодиверзитет
Живи свет у језеру се углавном састоји од различитих рибљих врста. Најчешће врсте риба у језеру су: шаран, сом, штука, слатководни рак, бандар и цверглан.
Од 1994. године у језеру су примећене и слатководне беле медузе (лат. Craspedacusta sowerbyi), које су нормална појава у слатководним језерима чија температура прелази 25 (°C) - потпуно су безопасне за људе.
У макрофитској вегетацији савског језера доминантну улогу имају васкуларне биљке, док се спорадично могу јавити макроскопске алге пршљенчице кончасте или сложеније грађе (лат. Charophyta). Флора савског језера има велику улогу у пречишћавању воде.

## Купалиште
Око Савској језера постоји 6 км уређене шљунковите плаже, купалишна сезона почиње у јуну и траје до септембра. Купалиштем газдује Ј. П. „Ада Циганлија“ и радно време купалишта током сезоне је од 10:00 до 19:00 часова. Плаже су уређене са свим неопходним инфраструктурним објектима попут: тушева, нужника, чесми са пијаћом водом, спасилачким торњевима, амбулантама, ресторанима, кафићима итд. Вода у језеру варира од прве до друге категорије, што углавном зависи од броја купача на језеру. У шпицу сезоне, нарочито викендом, плажама Савског језера прође око 150.000 посетилаца дневно.
Ј. П. Ада Циганлија је за купалиште и плажу добила престижни сертификат „Плава застава“, чиме је потврђено да купалиште испуњава строге критеријуме у погледу квалитета воде, спасилачке службе и пратећих садржаја.

## Спортске активности
Савско језеро због свог идеалног положаја унутар београдске урбане целине, чини идеално место за одржавање најразличитијих државних и међународних првенстава. Након 2000-те године на језеру је одржано низ локалних, регионалних, државних и међународних првенстава. Најчешће се на језеру одржавају такмичења из следећих дисциплина: веслања, пецања и триатлона.
Нека од најзначајнијих међународних такмичења одржаних на језеру су:
- Светско првенство у кајаку и кануу на мирним водама за мушкарце и жене (1971,1975,1978,1982 и 1987)
- Светско првенство у веслању за јуниоре (1978)
- Светска веслачка регата за такмичаре испод 23. године (2003)
- Финале светског купа у екстремним скоковима у воду (енгл. high diving) (2007)
- Финале европског вејкбоард (енгл. wakeboard) купа (2008)
- Х Светско првенство универзитетско првенство у веслању(одржано од 5-7. септембра 2008)
- III Универзитетско светско првенство у кајаку и кануу (одржано од 19-21. септембра 2008)
- Сениорско европско првенство у кајаку и кануу (одржано од 17-19. јуна 2011)
- IХ Светско првенство у лову шарана (одржано од 26-30. септембра 2007)

## Саобраћајне везе
Језеро је са београдским целинама одлично повезано аутобуским линијама предузећа ГСП Београд. До језера саобраћају следеће линије: 23, 37, 51, 52, 53, 55, 56, 58, 87, 88, 89, 91, 92, 511, 551, и 552.
Током трајања сезоне купања саобраћају следеће сезонске линије
- АДА 1 Трг републике - Видиковац
- АДА 2 Земун, Кеј ослобођења - Ада Циганлија
- АДА 3 Коњарник - Ада Циганлија
- АДА 4 Миријево 4 -Ада Циганлија
- АДА 5 Бежанијска Коса - Ада Циганлија